# Fehérlófia (rajzfilm)
A Fehérlófia 1981-ben bemutatott magyar rajzfilm, amely Arany László azonos című elbeszélő költeménye alapján készült. Az animációs játékfilm rendezője és írója Jankovics Marcell, producere Kunz Román. A zenéjét Vajda István szerezte. A mozifilm a Pannónia Filmstúdió gyártásában készült, a MOKÉP forgalmazásában jelent meg. Műfaja fantasy kalandfilm.
Magyarországon 1981. október 22-én mutatták be a mozikban. 2019-ben amerikai-magyar koprodukcióban digitálisan felújították.

## Történet
|  | Alább a cselekmény részletei következnek! |

A film az alkotók szándéka szerint a pusztai népeknek állít emléket, témájában a hun, avar, magyar mondavilágokból merítkezik. Elsősorban a Fanyüvő és Fehérlófia mesék, illetve mondák tartalmát ötvözi a főhősök azonosításával – ellentétben Arany László meséjével, ahol különböző a két mesealak –, de a narrációval nem kísért első néhány percben az eredetmondák motívumai is felbukkannak, így az Ősanya, Ősapa, világfa. Főhőse, aki Fehérlófia és Fanyüvő is egyben, emberfeletti erejű fiú, aki anyja, a fehér ló halála után útnak indul, hogy megkeresse és legyőzze a sárkányokat, akik hatalmukba kerítették a világot. Megbirkózik a szintén hatalmas erejű Kőmorzsolóval és Vasgyúróval, akik szintén a fehér ló gyermekei, és barátságot köt velük. A sárkányok lakóhelyét, illetve az alsó világ bejáratát keresve egy fa odújában szállásolják el magukat, onnan indulnak kutató útjaikra. Egyikük mindig otthon marad kását főzni és kötelet fonni. A Hétszűnyű Kapanyányi Monyók az otthon maradottat megkísérti, kér a kásából, s mikor nem adnak (Kőmorzsoló és Vasgyúró) a hasukról eszi meg azt. Fanyüvővel azonban nem bánik el. A Hétszűnyű, akinek a szakállát Fanyűvő a fa hasadékába szorította, ki akarván szabadulni kidönti a fát, aminek tövében megtalálják az alsó világ bejáratát. Fehérlófia odalent legyőzi a három sárkányt és kiszabadítja a három királylányt a fogságból. A királylányokat Kőmorzsoló és Vasgyúró fel is húzzák, a kötél azonban ezt követően elszakad, így Fehérlófia lent marad. Fehérlófia talál egy griffmadárfészket, majd amikor egy kígyó fel akarja falni a fiókákat, megmenti őket. A madár hálából felviszi Fehérlófiát e világra, igaz, hogy közben Fehérlófia kénytelen megetetni vele a fél lábát, hogy a griff bírja erővel. De a griff gyermekei varázsfűvel visszaforrasztják Fehérlófia lábát, amit hálából a griff visszaöklendezett.
|  | Itt a vége a cselekmény részletezésének! |

## Szimbólumok
A rajzfilm felszíni rétegei alatt nagyon sok indirekt utalás, szimbolikus tartalom is meghúzódik. Például a Fehér ló az ősanya, aki a sárkányok kora előtt a világon uralkodott. A Hétszűnyű maga volt a világ királya, az ősapa mielőtt a sárkányok előjöttek volna. Hasonlóképpen a Hétszűnyű archetipikus képe azonosítható a Fehérlófiát próbák elé állító öregemberrel, akinek a tanácsára a főhős háromszor hét évig szopja anyja tejét. A háromfejű sárkány kőkori embert idéz, aki kőbunkójával bírja a világot. Partnere, a vörös királykisasszony a női nem bujaságra ingerlő alakja. Később ez a hercegnő lesz Kőmorzsoló mátkája, aki a három legény közül a legemberszerűbb, legföldhözragadtabb. A második sárkány világháborús harckocsi képében ölt testet, míg a második királykisasszony a 40-es évek freudizmusa által felmutatott hisztérikus nő alakját vesz fel. Ő lesz később Vasgyúró felesége. A harmadik sárkány hol egy mai nagyváros sziluettjét, hol egy számítógépes játék pixelekből álló képét veszi fel. A harmadik királykisasszony felvállalja Fanyűvő küldetését és együtt győzik le a sárkányt – ő lesz később Fanyűvő felesége.
A három legény alakja a Nap három arcát ölti fel. A delelő nap képe Fanyüvőhöz, a lenyugvóé Vasgyúróhoz, a kelő nap képe Kőmorzsolóhoz van kötve. Ez a hasonlat jelenik meg a három királylányhoz kapcsolódva is. Több, nem csak magyar népmeséhez kapcsolódik az a momentum, hogy a sárkányok az ősidőkben akkor szabadultak ki, amikor a királylányok – a tiltásnak nem bírva ellenállni – megnézték mi van a lezárt ajtó mögött. A gonosz ekkor szabadult a világra, és verte láncra a fehér lovat.
Jankovics állítása szerint a film gyártása során többször kompromisszumot kellett kötnie a kommunista hatalom cenzúrája által ellenzett szimbolizmus kapcsán. A legszigorúbb kitételük miatt a teljes filmet át kellett alakítania. Eredetileg ugyanis számos különböző népmesét akart egy filmmé egyesíteni, s rajtuk keresztül bemutatni az „idő és tér ismétlődő természetét”. A marxizmus azonban visszafordíthatatlannak tekinti az időt, így a rendezőnek le kellett mondania elképzeléséről, s a filmet egy adott népmese, a Fehérlófia köré írta, melynek legalább 50 különböző változata ismert. Főként az Arany László-féle Fehérlófia és az Illyés Gyula által feldolgozott Fanyüvő, Vasgyúró, Hegyhengergető című meséket ötvözték. A kettő közti fontos eltérések egyike, hogy az előbbiben Fehérlófia a főhős és Fanyűvő az ő leggyengébb szolgája, az utóbbiban viszont Fanyűvő egyben a legerősebb szereplő és a főhős – kettejük egyvelege a filmben szereplő Fanyűvő Fehérlófia. Az idő és tér ciklikussága ugyanakkor mégis megjelenik a jelenetek körszerű kompozícióiban, a karakterek körkörös mozgásában és a színhasználatban, melyben a szivárvány színei váltogatják egymást.
A sárkányok a technikai fejlődés romló hatását jelképezik, de a cenzorok nem engedélyezték, hogy a film a modernitást rossz színben tüntesse fel. A tizenkét fejű sárkányt ezért részben át kellett tervezni, hogy ne csak egy nagyvárosra, hanem egy számítógépesített eszközre hasonlítson. Ennek ellenére a film végén, közvetlenül a stáblista előtt a rendező nyíltan kifejezte üzenetét: Fanyűvő szmogfedte, sötétedő városkép mögött sétál, ami Jankovics szerint a környezetszennyezést és a városiasodás álnokságát, az emberi civilizáció uniformizálódó életformáját és élenjáróját, konkrétan Amerikát jelképezi. Ezt tartotta a film legfontosabb részének.>
A filmszereplők kifejezésvilága szegényes, jellemük rögzült és nem fejlődik a cselekmény során. Ennek szintén voltak szimbolikus és gyakorlati okai. Jankovics a primitív művészet elemeire, például törzsi tetoválásra vagy maszkokra alapozta figuráinak arcait, melyek mindig egy változatlan érzelmet fejeznek ki. A karakterek szerepköre és személyisége tehát kötött, a film nem követi a klasszikus jellem-, valamint narratívafejlődési hagyományokat. A rendező azt is elárulta, hogy az animációs stúdió alacsony beosztású dolgozói, a fázisrajz-készítők nagyon rosszul rajzoltak és folyton segítségre szorultak, ezért is kellett minimálisra csökkenteni a szereplők arckifejezéseit.

## Gyártás
Jankovics Marcell a rajzfilm elkészítése előtt a Népművészeti Intézet által díjjal jutalmazott tanulmányt írt a népmesék szerkezeti elemzéséről, s a témáról számos előadást tartott, többek között a Magyar Tudományos Akadémián. Munkájából kiindulva eredetileg három mese, az Égig érő fa, a Tündérszép Ilona és a Fehérlófia megfilmesítését tűzték ki célul, rögtön az 1973-as János Vitéz című animációs film kiadása után. Végül az utóbbira esett a választás, és felkészülésül Jankovics három éves kutatómunka után ezer oldalnyi írást állított össze. Már korán nehézségek mutatkoztak, ugyanis az első terveit, forgatókönyvét a stúdióvezetőség visszautasította. A rendező az idő és történelem ismétlődő szerkezetét szánta a film alapjának, de ez ellenkezett a marxizmus tanaival. Hosszas egyezkedés után a film alapjául szolgáló könyv 1975-ben íródott meg, de Jankovics attól tartott, időközben eltért eredeti elképzeléseitől. Állítása szerint hat-hét forgatókönyvet is írt.
A gyártással egy időben kezdték készíteni a Magyar népmesék című rajzfilmsorozatot, melyben a Fehérlófiában használt képi megvalósításokkal és animációs trükkökkel kísérleteztek. A Fehérlófia látványvilágában kiváltképp ügyeltek a filmfigurák körüli fekete kontúrvonalak elhagyására, mert Jankovicsot mindig is zavarta a festett hátterek és celluloidra rajzolt karakterek közti stílusbeli különbség. Szerinte ez eklektikussá tette a rajzfilmeket. A János Vitéz esetében még tartotta magát ehhez a megvalósításbéli hagyományhoz, mert az a film dramaturgiájában is eklektikus volt, azaz több stílus vegyült benne, de a Fehérlófiában egységesíteni szerette volna a hátterek és karakterek rajzstílusát. Ehhez a szereplőket a háttér stílusában, körvonalak nélkül rajzolták meg.
A produkciót technikai és forrásbéli hiányosságok nehezítették tovább. A stáb rossz felszereltségű faházakba rendezkedett be, és extra bérmunkát kellett vállalniuk, hogy további vágóasztalokat vásároljanak. Az animációhoz használt celluloid lapok és festékek is rossz minőségűek voltak, olykor a festék összecsomósodott a karcos lapokon, és egész jeleneteket kellett újrarajzolni. Egy alkalommal hatszáz darab kész rajzot kellett kidobniuk az alapanyagok használhatatlansága miatt. Előfordult, hogy a munka terhe alatt a rajzolók zokogni kezdtek.  A celluloidfestők még egyfajta ellenállást is szerveztek, mert kifáradtak korábbi munkáik során és mert a film látványvilága túlságosan szokatlan volt a számukra. A rendező szerint béremelést akartak kieszközölni, amit sikerült is elérniük. Naponta ellenőrizte a munkálatokat, alkalomadtán maga is beállt a színezők közé, és a kifestőknek különösen precíz segédanyagokat adott, hogy ügyeljenek a szereplők időnként változó színsémáira. Részben a tapasztalatlanabb fázisrajzolók és kifestők miatt kellett a karakterek kifejezésvilágát minimálisra csökkenteni. A teljes filmhez végül nagyjából 600 színt, 130 ezer képkockát és 65 ezer rajzot használtak fel.
A mű majdani fogadtatása kapcsán Jankovics remélte, hogy egy széles nézőközönséget fog bevonzani, bár elsősorban a tizen- és huszonéveseknek szánta.
A Magyar Nemzeti Filmarchívum, a Magyar Filmlabor és a Los Angeles-i székhelyű Arbelos Films együttműködése révén a Fehérlófia 2019-ben 4K felbontású, digitálisan felújításban részesült, melyet a június-augusztus során megrendezett, montréali Fantasia International Film Festival rendezvényen mutattak be. A felújítást Jankovics személyesen felügyelte.

## Szereplők
| Szereplő                                                          | Hangja            |
| ----------------------------------------------------------------- | ----------------- |
| Fanyűvő / Kőmorzsoló / Vasgyúró                                   | Cserhalmi György  |
| Aranyhajú nyár-szépe / Rézhajú ősz-szépe / Ezüsthajú tavasz-szépe | Pap Vera          |
| Fehérló / Hókirálynő                                              | Szemes Mari       |
| Hétszűnyű Kapanyányi Monyók / Esőkirály                           | Szabó Gyula       |
| Háromfejű sárkány / Hétfejű sárkány / Tizenkét fejű sárkány       | Tóth Szabolcs     |
| Griffmadár                                                        | Szalma Ferenc     |
| Fiatal Fanyüvő                                                    | ifj. Ullmann Ottó |

## Gyártók
- Rendezte: Jankovics Marcell
- Írta: György László, Jankovics Marcell
- Zenéjét szerezte: Vajda István
- Operatőr: Bacsó Zoltán
- Hangmérnök: Szakály Mátyás, Zsebényi Béla
- Hangrendező: Vajda István
- Vágó: Hap Magda, Kern Mária, Pauka Valéria, Szarvas Judit
- Kép- és grafikai tervezők: Jankovics Marcell, Hegedűs László, Richly Zsolt
- Animátorok: Ádám László, Baksa Edit, Bánki Katalin, Botlik Anna, Jankovics Marcell, Javorniczky Nóra, Kiss Ilona, Kozma Péter, Kuzma Istvánné, Küsztel Richárdné, Paulovics András, Prunner Gabriella, Schibik József, Szabó Tamás, Szalay Edit, Szórády Anna, Szórády Csaba, Szutor Gabriella, Újváry László, Uzsák János, Vágó Sándor, Vas Zoltán, Zsáky Zsuzsa
- Festették: Bajusz Pálné, Bandl Teréz, Barta Irén, Benyovszky Ágnes, Dancs Krisztina, Demcsák Júlia, Dikász Éva, Elekes Mariann, Eötvös Zsuzsa, Gaál Zsuzsa, Károlyi Borbála, Kiss Katalin, Koltai Jenőné, Kovács Andrea, László Andor, László Ferencné, Lettner Györgyi, Megyeri Katalin, Mester Éva, Nemes Beatrix, Páhi Piroska, Pócs Györgyi, Reményi Ágnes, Reményi Borbála, Sárkány Edit, Simonfi Jutka, Somorjai Nóra, Szörényi Éva, Vörös Zsuzsa, Waliczky Tamás, Würtz Andrea és sokan mások
- Közreműködtek: Debreceni Katalin, Fazekas Pál, Gyöpös Katalin, Haris László, Körmöci Judit, Orosz István, Török Klári[17]
- Tudományos tanácsadó: Hoppál Mihály
- Rendezőasszisztens: Kő Edit
- Színes technika: György Erzsébet
- Gyártásvezető: Marsovszky Emőke
- Produkciós vezető: Kunz Román

- A laboratóriumi munkák a Magyar Filmlaboratórium Vállalatnál készültek
- Készítette a Pannónia Filmstúdió

## Fogadtatás, jelentőség
Jankovics Marcell a Fehérlófiát eleinte nem nézte szívesen, mert elkészítése nagy nehézségekkel járt, és sajnálta, hogy nem tudott rá több energiát fordítani. Saját bevallása szerint a filmből harminc percnyi anyaggal elégedetlen volt, ezen részeit legszívesebben újragondolta volna. A film forgalmazása is bonyodalmakkal járt, nézői fogadtatása pedig negatív volt, aminek okán a Pannónia Filmstúdió, Jankovics saját szavaival élve, „parkolópályára állította” őt. A filmre jegyet váltók száma elenyésző volt, négy-ötszázezer közti, ami akkoriban nagyon kevésnek számított. Ma már azonban legjobban sikerült egész estés filmjének tartja.
Fábián László A népmese utóélete című kritikájában dicséri, hogy a film és hősei ragaszkodtak a megszokott népi történetekhez és felelevenítette tanulságaikat, s elismerően ír a fehér kanca kibővített szerepéről és ábrázolásáról. Bár a dramaturgiát meggondolatlannak és gyöngének nevezi, amiért a film első harmadában a népmese cselekménye összemosódik egy ősi eredetmondával, stílusa és fantáziája miatt mégis a film ezen részét tartja a legerősebbnek. A sárkányok szokatlan megjelenését kreatívnak tartja, Fábián szerint a film sikeresen reflektál velük arra, hogy a modern korban maguk az emberik teremtik meg a sárkányok által jelképezett gonoszt. Negatívan ír azonban a főhősről, aki szerinte túl semleges és így nehéz vele azonosulni. Az író szerint érdekesebb lett volna, ha Fehérlófia a nevéhez hűen megőrzött volna valamit lószerű tulajdonságaiból. A forgatókönyvet tovább kritizálja, amiért elnyújtott és sokszor önismétlésre hagyatkozik. Összegzésében: „A Fehérlófia meggondolkodtató alkotás: elsősorban szellemisége meggyőző. Formai megoldásában korántsem tökéletes. [...] Stílusában, ízlésében viszont sokkalta meggyőzőbb, mint az eddig elkészült egész estés rajzfilmek.”
Bár a film Magyarországon megbukott és viszonylagos feledésbe merült, nemzetközi érdeklődést keltett. Az 1984-es Los Angeles-i animációs olimpián beválasztották minden idők 50 legjobb rajzfilmje közé, a 49. helyre. Felkeltette Charles Solomon amerikai animációtörténész és kritikus figyelmét is, aki a 90-es évek végén beajánlotta Jankovicsot a Disneynél, hogy segédkezzen a Kingdom of the Sun (A Nap királysága) című film készítésében. A projekt nem valósult meg – helyette az Eszeveszett birodalom című vígjáték készült el –, de Jankovics a Disneytől kapott pénzt Az ember tragédiája című filmje finanszírozására használta.
A Fehérlófia nemzetközileg továbbra is elismert, külföldön ez Jankovics leghíresebb filmje, és pszichedelikus látványvilága miatt olyan klasszikusokkal említik egyetemben, mint a Beatles együttes Sárga tengeralattjáró című animációs filmje. Nagy hatással volt Peter Chung koreai-amerikai animátorra, az Æon Flux című avantgárd sci-fi rajzfilmsorozat alkotójára, aki a „színtiszta animációs dizájn” példájának tekintette. Szerinte ebben és Jankovics egyéb rajzfilmjeiben a mozgás a szereplők, a hátterek és a kompozíciók alapvető eleme, szemben a hagyományos felfogással, melyben az előre megtervezett figurákhoz utólag adják hozzá a mozgást. Zenei szerzeményhez hasonlította a film animációját, mely nem korlátozza magát a külsőségek életszerű ábrázolására, hanem érzelmek és ötletek kifejezésére törekszik, és remélte, hogy több rajzfilmkészítő fog ihletet meríteni belőle.
A BBC 2018-ban 209 nemzetközi kritikus véleményét kérte ki, mit tartanak a legjobb nem angol nyelvű filmnek, és a Franciaországban honos bolgár származású Yoana Pavlova újságíró a Fehérlófiát saját toplistáján a 8. helyre tette.
Jane Louise Weaver, Peter Philipson és Raz Ullah angol zenészek 2019 novemberében adták ki a Fehérlófia által inspirált, Fenella című albumukat, melyben új pszichedelikus zenei világot komponáltak a filmhez.

## Televíziós megjelenések
- MTV-1, Duna TV
- M1, M2, Duna World
- Magyar Mozi TV